# Орден Незалежності Йорданії
Орден Незалежності (араб. وسام الاستقلال) — державна нагорода Йорданії.

## Історія
1921 року емір Зайордання Абдулла ібн Хуссейн започаткував орден Незалежності, що вручався підданим як за військові, так і за цивільні заслуги.

## Ступені
Орден має п'ять класів:
| Орденські планки | Орденські планки | Орденські планки | Орденські планки | Орденські планки |
| ---------------- | ---------------- | ---------------- | ---------------- | ---------------- |
| Велика стрічка   | Гранд-офіцер     | Командор         | Офіцер           | Кавалер          |
|                  |                  |                  |                  |                  |

## Інсигнії
Знак ордена є срібною десятипроменевою зіркою, що формується пірамідальними загостреними променями різної величини з діамантовим оздобленням. На зірку накладено перевернуту п'ятипроменеву зірку білої емалі з круглим медальйоном червоної емалі в центрі. П'ятипроменева зірка у свою чергу накладена на золотий лавровий вінець, що складається з двох гілок. У медальйоні напис арабською мовою. Знак за допомогою перехідної ланки у вигляді позолоченого круглого лаврового вінця з лавровою ж гілкою вертикально по центру кріпиться до орденської стрічки.
Зірка ордена аналогічна до знаку, але більшого розміру.
Стрічка ордена — шовкова муарова темно-пурпурового кольору з чорною та білою смугами по краях.